# Антониади (лунный кратер)
Кратер Антониади (лат. Antoniadi), не путать с кратером Антониади на Марсе, — огромный ударный кратер, находящийся в южной приполярной области на обратной стороне Луны внутри бассейна Южный полюс — Эйткен. Название дано в честь французского астронома греческого происхождения Эжена Мишеля Антониади (1870—1944) и утверждено Международным астрономическим союзом в 1970 г. Образование кратера относится к позднеимбрийской эпохе.

## Описание кратера

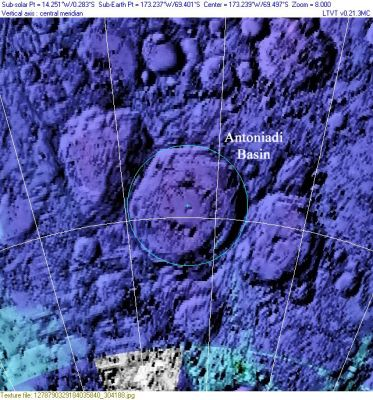
Изображение прибора LIDAR зонда Clementine.

Ближайшими соседями кратера являются древний кратер Миннарт на северо-западе, юго-восточный вал которого частично перекрыт кратером Антониади; древний кратер Нумеров на востоке и крупный кратер Брашир на юге. Селенографические координаты центра кратера 69°18′ ю. ш. 173°04′ з. д. / 69,3° ю. ш. 173,06° з. д., диаметр 138 км, глубина 4,0 — 4,5 км.

Данные, полученные с помощью лазерного альтиметра зонда LRO (LOLA), свидетельствуют о том, что дно чаши кратера Антониади расположено на уровне −9120 м от нулевой отметки (1 737 400 метров от центра Луны), что делает его самым глубоким местом на Луне. Вследствие этого существует высокая вероятность того, что породы, выброшенные при импакте, образовавшем кратер, относятся к нижней части лунной коры или верхней мантии, что делает кратер крайне интересным для изучения и отбора образцов породы.

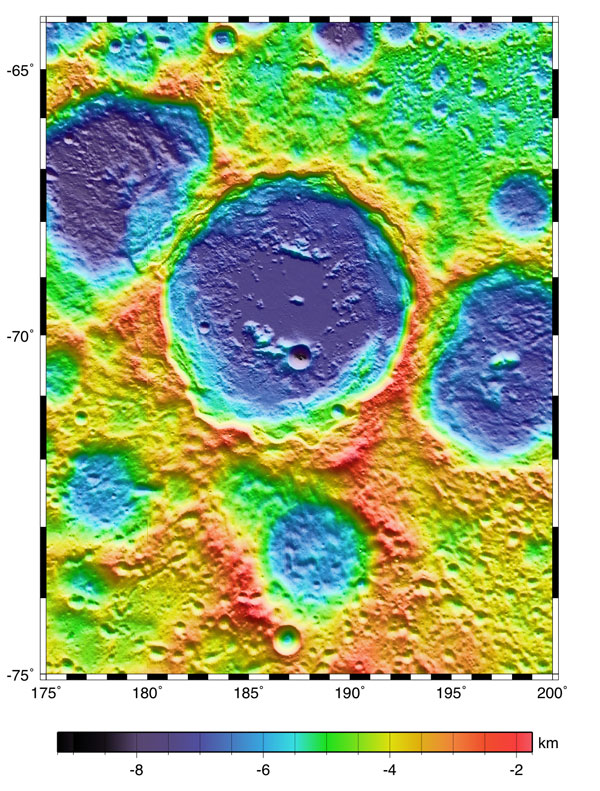
Визуализация замеров лазерного альтиметра LOLA зонда Lunar Reconnaissance Orbiter.

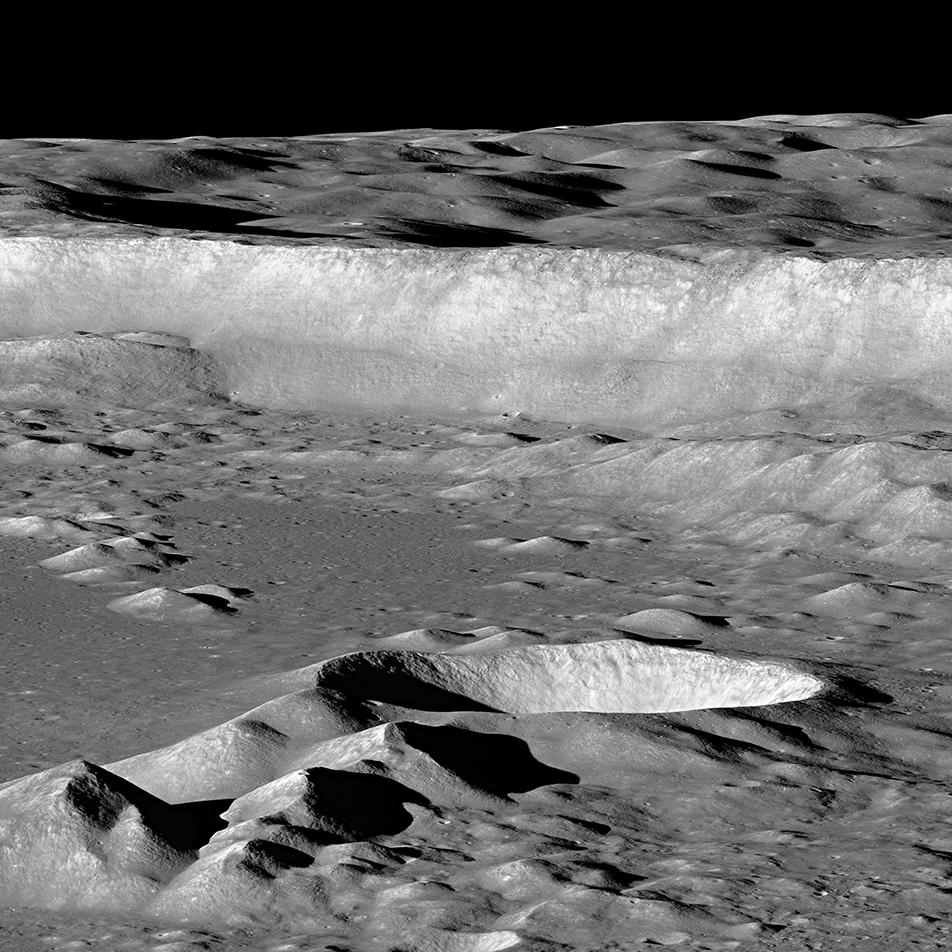
Чаша и восточная часть внутреннего склона кратера Антониади. Снимок зонда Lunar Reconnaissance Orbiter.

Кратер имеет в целом циркулярную форму, внешняя часть вала отклоняется от этой формы по всему периметру. Вал кратера незначительно поврежден, внутренний склон вала имеет террасовидную структуру, отмечен единственным небольшим кратером в южной части. Высота вала над окружающей местностью 1710 м, объем кратера 23 000 км3.

Кратер Антониади является одним из немногих концентрических кратеров на обратной стороне Луны, в чаше кратера расположен внутренний вал диаметром в половину диаметра внешнего вала. Внутренний вал сохранился в виде гористых участков в северной и южной части, западная его часть практически сравнялась с окружающей местностью, восточная часть представляет собой цепочку невысоких холмов. Дно чаши кратера в пределах внутреннего вала необычно ровное, имеется центральный пик высотой 1100 м и диаметром 34,47 км. Местность между внешним и внутренним валом гораздо более пересеченная, в южной части находится приметный кратер чашеобразной формы. Пики в северной части внутреннего вала кратера возвышаются над дном чаши на 1600—2200 м.

## Сателлитные кратеры
Отсутствуют.